# Ulisse Uslenghi
Ulisse Uslenghi, all'anagrafe Ulises Ovidio Uslenghi Galmarini (Montevideo, 9 ottobre 1905 – Montevideo, luglio 1955), è stato un calciatore e cestista uruguaiano.

## Carriera

### Nel calcio
Proveniente dall'Estudiantes e di ruolo centromediano, giocò cinque campionati nel Livorno di cui quattro in Serie A ed uno nel Parma in Serie C. L'11 novembre 1934 giocò una partita in Nazionale B.

### Nella pallacanestro
Uslenghi giocò con la sezione cestistica dell'Olimpia di Montevideo, insieme a Pesce, Sposito, García e Tambasco. Con la Nazionale uruguaiana vinse la medaglia d'oro ai Campionati sudamericani nel 1930.

## Palmarès

### Calcio

#### Competizioni nazionali
- Serie B: 1

Livorno: 1936-1937

### Pallacanestro
- Campionati sudamericani di pallacanestro: 1

Nazionale uruguaiana: 1930